# 顾操
顾操（1986年5月31日—），中国足球运动员，司职后卫，身体素质出色，速度与弹跳俱佳，目前效力于河南建业。

## 职业生涯
顾操曾经是中国U-17国少队的队长，於2006年未满18岁时就进入了上海申花一线队名单。不过2007年申花与联城合并后人员过剩，又将顾操调整回预备队。2008年，顾操转会至河南建业。